# Mont du Borgne
Pour les articles homonymes, voir Borgne.
Le mont du Borgne est un sommet situé dans le massif de la Vanoise, en Savoie, dans la région Auvergne-Rhône-Alpes.

## Géographie
Le mont du Borgne est un sommet de 3 153 m d'altitude aux frontières de la vallée des Belleville et de la commune de Saint-Martin-de-Belleville, au-dessus de la station de Val Thorens, et de Méribel les Allues. Il est situé à la limite du parc national de la Vanoise, au nord de l'aiguille de Péclet et au sud de l'aiguille du Fruit.
Il y a aussi à proximité l'aiguille du Borgne à 3 138 m et la pointe du Borgne à 3 078 m.

## Accès
On peut accéder au mont du Borgne à partir de Val Thorens sur la commune de Saint-Martin-de-Belleville, dans la vallée des Belleville.

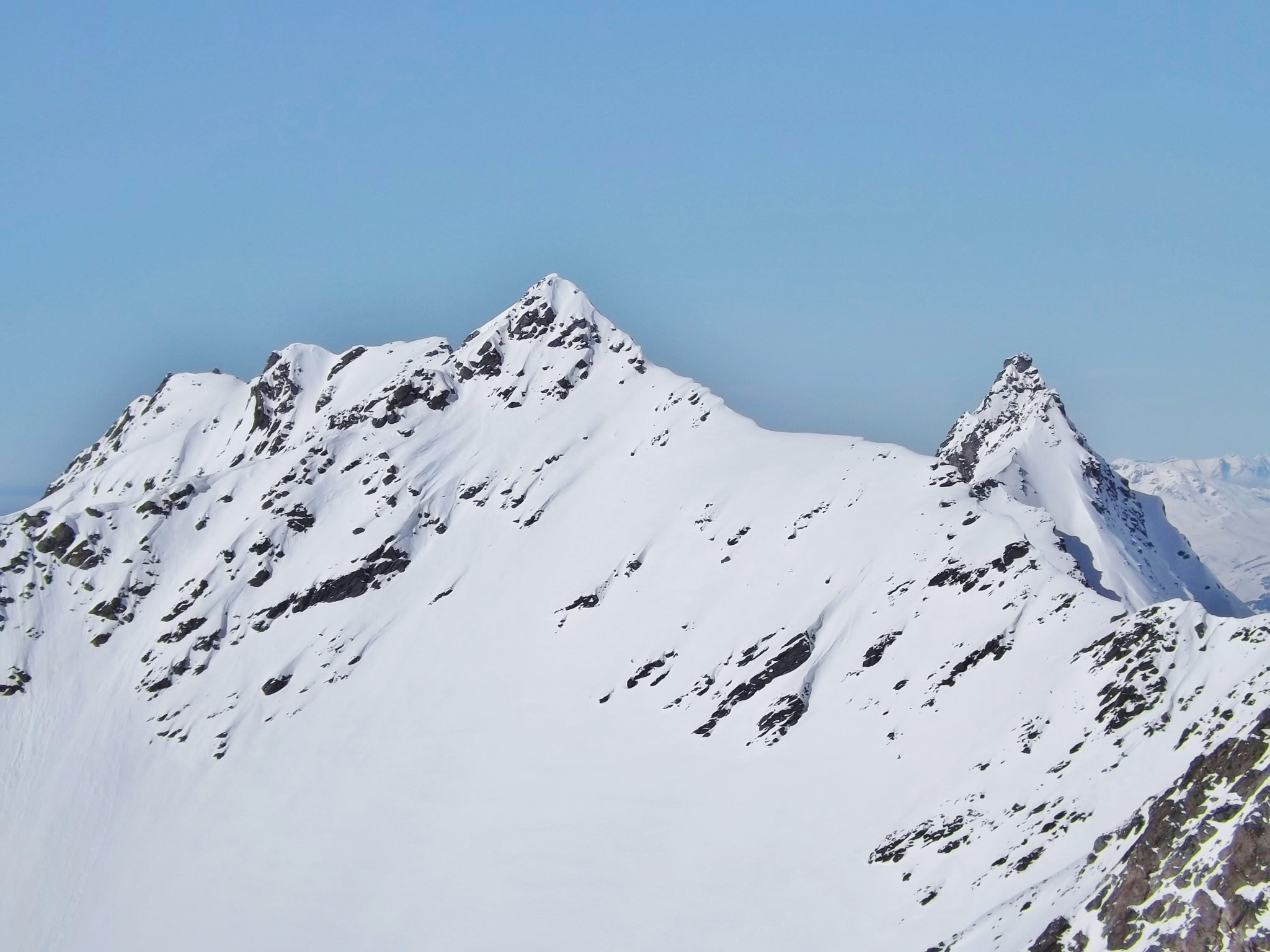
Vue du mont du Borgne (au centre) et de l'aiguille du Borgne (à droite).